# Estudio de la Villa

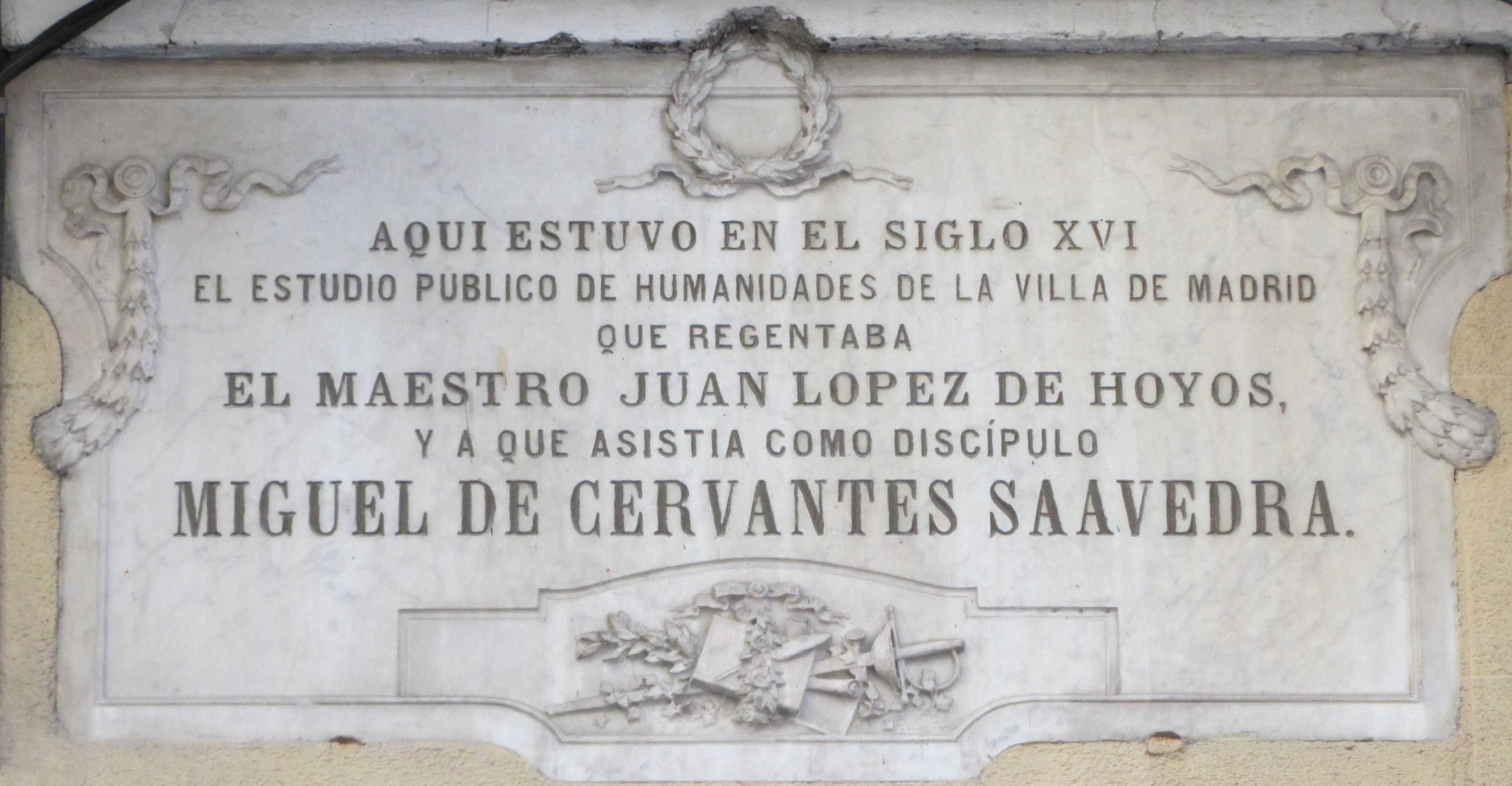
Lápida conmemorando la academia de humanidades, dirigida por Juan López de Hoyos, donde estudió Miguel de Cervantes en el siglo.

El Estudio de la Villa (Estudio Público de Humanidades de la Villa de Madrid) fue una institución otorgada por el rey Alfonso XI el 7 de diciembre de 1346 e instalada en Madrid. En 1481, Isabel la Católica lo tomó bajo su protección. Reinando su hija Juana I de Castilla se hizo pública una provisión prohibiendo que se asistiera a otro estudio que no fuera el de la Villa, ante la preocupante deserción de alumnos que se pasaban a la Escuela de Gramática que con carácter gratuito impartía clases en el vecino convento de San Francisco.
Queda noticia de que en un principio el Estudio se instaló en la calle de los Mancebos, entre Redondilla y la Costanilla de San Andrés, pero que en el plano de Pedro Teixeira del siglo XVII aparece como calle del Estudio Viejo. 

## Maestros del Estudio
El Concejo de la Villa dotó a la institución de un maestro de Gramática con un sueldo de doscientos maravedíes. El primer maestro de que se tiene noticia fue Pedro Hurtado, sustituido por Fernando de Loranca en 1489. En 1500 el escribano Gaspar Dávila firma el documento por el que el Concejo compra unas casas para la instalación definitiva del Estudio. Y ya en 1544 la casa tiene como maestro toledano Alejo Venegas, con un sueldo de 40.000 maravedíes, que inicia su periodo época más floreciente. Según Répide, con Venegas impartía también clases el licenciado Jerónimo Ramiro, al que en octubre de 1566 relevó Francisco del Bayo en calidad de interino, y que a su vez sería sucedido por Juan López de Hoyos. Otras fuentes dicen que Alejo Venegas de Busto fue sucedido, directamente, por López de Hoyos el 29 de enero de 1568. En cualquier caso este fue el maestro más famoso de todos cuantos pasaron por la institución, ya que además de sus aptitudes pedagógicas, tuvo como alumno a un joven Miguel de Cervantes.

## Desaparición
Tras unos años de decadencia, en 1619 el Estudio fue desmantelado con la creación del Estudio del Colegio Imperial, a cargo de los jesuitas. En 1870, casi dos siglos después, y por iniciativa de Ramón de Mesonero Romanos, en el solar donde estuvo el Estudio, propiedad de los condes de la Vega del Pozo, se levantó un nuevo edificio en el que se colocaron dos lápidas, una dedicada a Cervantes y la otra a los Humanistas españoles, con textos redactados por el propio Mesonero.